# زلی (بانه)
زلی (بانه)، روستایی از توابع بخش نمشیر شهرستان بانه در استان کردستان ایران است.
این روستا غربی ترین نقطه استان کردستان از لحاظ مختصات جغرافیایی و مسکونی بودن است.

## جمعیت
این روستا در دهستان بوالحسن قرار دارد و براساس سرشماری مرکز آمار ایران در سال ۱۳۸۵، جمعیت آن ۲۶۶ نفر (۵۱خانوار) بوده‌است.